# Les Aventuriers de l'Espace
Les Aventuriers de l'Espace (宇宙船サジタリウス, Uchuusen Sagittarius) est une série animée diffusée entre janvier 1986 et octobre 1987 par Nippon Animation, aussi connue sous le nom The Space Sagittarius. Cette série raconte l'histoire d'un groupe d'aventuriers composé de Toppy, Rana et Giraffe, qui vont d'aventures en aventures à bord de leur vaisseau spatial nommé le Sagittaire.
La série a été doublée au Québec et diffusée à partir du 1er mai 1989 à Super Écran puis rediffusée à partir du 4 septembre 1990 sur Canal Famille. La musique thème de l'émission dans la version française fut chanté par Bernard Fortin.

## Personnages
- Giraffe
- Brigitte
- Rana
- Professeure Anne
- Toppy
- Sibip

## Histoire
L'histoire de la série est située dans un avenir proche de la planète Terre, qui ressemble à bien des égards à la Terre du XXe siècle, à l'exception de l'existence de vols spatiaux et d'agences privées pour le transport de passagers et de marchandises entre planètes. La série n'a pas une histoire qui aurait fusionné à travers tous les épisodes, mais les histoires racontées par la série prennent généralement entre trois et six épisodes.
Les personnages principaux sont cinq astronautes opérant un vaisseau spatial cargo appelé Sagittaire. Les astronautes eux-mêmes ne sont pas idéalisés, au contraire, ils ont leurs faiblesses et leurs erreurs qui affectent leur comportement et leur prise de décision dans différentes situations. De même, la société commerciale dans laquelle ils travaillent est similaire. La société déclare la faillite au début de la série, et les héros ont ensuite mis en place leurs propres entreprises, mais ils sont également confrontés à un manque de finances et d'affaires. De plus, le navire Sagittarius est loin de l'idéal et est souvent marqué par l'équipage comme un ancien magasin de ferraille. Malgré toutes ces lacunes et souvent des désaccords mutuels d'opinion, les astronautes sont des amis qui se tiennent et adorent leur navire.
Tout au long de la série, les héros des histoires se croisent avec divers sujets tels que la piraterie, la menace d'une guerre nucléaire ou la protection de l'environnement et des espèces menacées.

## Épisodes
1. À la recherche du professeur Anne
2. Sibip : un extra-terrestre mystérieux
3. La crise de Toppy
4. Les serpents volants et le bébé monstre
5. Lye-la-la, un village étrange
6. L'arme secrète du professeur Anne
7. Les querelles font le bonheur
8. La belle vie
9. Le diable de la montagne
10. Les enfants ne comprennent pas leurs parents
11. L'attaque de l'homme flottant
12. Ce diable de Sibip
13. La simple chanson de Sibip
14. Parbara princesse de Maglock
15. Prisonniers d'un cimetière de l'espace
16. Au jardin des rêves
17. Un autre moi, un autre toi
18. La forêt pleure, la terre saigne
19. L'arme toute puissante
20. La lasagne végétarienne
21. Résistance sur Zazar
22. Un amour impossible
23. Que vous êtes jolie mademoiselle Rana
24. La mort et la vie
25. Trahison
26. Une arme puissante
27. Le Dimo créature extraordinaire
28. Frankenstein et le Dimo
29. Sibip au cirque
30. Rana étoile de l'estrade
31. Ranken se ravise
32. Un hymne pour les espèces en voie de disparition
33. La planète fantôme
34. La statue vit et attaque
35. Le dieu vengeur
36. Le chant de la sirène ou le chant du Sibip
37. La solution aux rébus
38. Retombées dangereuses
39. À moi
40. Pirates de l'espace
41. Surprise
42. Le labyrinthe
43. Amorvincit
44. La fiancée de Don Juan
45. Comptons fleurette
46. Une et une font deux
47. Le président et l'oiseau monstre
48. Le mystère Paradon
49. Paradon versus le président
50. Un délice empoisonné
51. Un paradis infernal
52. Insectes guérisseurs
53. L'intrépide Carine
54. Poursuivis par des espions
55. Larmes amères
56. Où es-tu Sibip
57. Sibip vendue aux enchères
58. Au revoir Sibip
59. La légende de Derdans
60. Rana en solo
61. Un grave malentendu
62. Des jumeaux querelleurs
63. Tout conspire à nous nuire
64. Réconciliation à la une
65. Étranges passagers
66. Le secret
67. Au feu
68. À nous le trésor
69. Les rapaces
70. Qui perd gagne
71. Le rapt du sagittaire
72. Une explosion en perspective
73. Un risque calculé
74. Tant qu'il y aura de la vie
75. Toppy n'a pas de chance
76. Perdu dans l'espace
77. Une amitié éternelle

## Doublage québécois
- Hubert Gagnon : Giraffe
- Benoit Rousseau : Toppy
- Johanne Léveillé : Professeure Anne
- Daniel Lesourd : Rana
- Sophie Dansereau : Brigitte

 Source et légende : version québécoise (VQ) sur Doublage.qc.ca